# Fujita Joeru Chima
Fujita Joeru Chima (sinh ngày 16 tháng 2 năm 2002) là một cầu thủ bóng đá người Nhật Bản hiện đang thi đấu ở vị trí tiền vệ phòng ngự cho câu lạc bộ FC St. Pauli tại Bundesliga và đội tuyển quốc gia Nhật Bản.

## Sự nghiệp câu lạc bộ
Fujita Joeru Chima hiện đang chơi cho Tokyo Verdy.